# Bronwenia cornifolia
Bronwenia cornifolia är en tvåhjärtbladig växtart som först beskrevs av Carl Sigismund Kunth, och fick sitt nu gällande namn av W.R.Anderson och C.Davis. Bronwenia cornifolia ingår i släktet Bronwenia och familjen Malpighiaceae.

## Underarter
Arten delas in i följande underarter:
- B. c. maracaybensis
- B. c. standleyi